# Врангель, Николай Егорович
Барон Никола́й Его́рович Вра́нгель (1847—1923) — русский предприниматель из остзейского рода Врангелей, отец генерала Первой мировой и русской Гражданской войн Петра Врангеля и искусствоведа Николая Врангеля.

## Биография
Родился 6 июля 1847 года[по какому календарю?] в Ямбургском уезде Санкт-Петербургской губернии. Он был младшим ребёнком предпринимателя и предводителя уездного дворянства Егора Ермолаевича Врангеля и баронессы Дарьи Александровны Рауш фон Траубенберг, потомка петровского Ганнибала. В мемуарах Николай жаловался на тяжёлое детство и жестокого отца, а потому он с радостью ухватился за возможность уехать подростком на учёбу в Швейцарию. Закончив в 1868 году Гёттингенский университет, он вернулся в Россию, где, благодаря дворянским связям, занимал должности чиновника по особым поручениям (без определённых обязанностей) в Литве и Польше. Разочаровавшись в антипольской деятельности местных чиновников, Врангель уволился. Там он решил в далеко не юном возрасте начать военную карьеру, что отвечало семейным традициям. После 6 месяцев службы в Конном полку Николай должен был получить офицерское звание, но в это время произошли изменения в статусе юнкеров, что низводило их до ранга вольноопределяющихся, и вынуждало дворян с европейским образованием ждать офицерского звания 2 года. Это заставило Врангеля уволиться с военной службы.
Николай Врангель ушёл в бизнес, первоначально в Русское общество пароходства и торговли. В течение карьеры он поднялся до позиций председателей и членов советов правлений крупнейших акционерных обществ, занимавшихся золотодобычей, нефтедобычей и прочей деятельностью. В 1877 году Врангель женился на Марии Дмитриевне Дементьевой-Майковой, которая родила ему троих сыновей. Много лет семья жила в Ростове-на-Дону, откуда переехала в столицу в 1895 году, вскоре после смерти 10-летнего младшего сына Всеволода. В Петербурге он очень сблизился с банкиром Адольфом Ротштейном и министром финансов Сергеем Витте, поддерживавшими его предприятия. Врангель состоял в совете правления Siemens & Halske и был председателем правления Российского золотопромышленного общества. Он был также известен как коллекционер и знаток искусства.
Обе революции 1917 года Николай Врангель встретил в Петрограде. Когда с приходом большевиков начались голод и грабежи, он продал за бесценок большую часть своего собрания. Большевики возлагали на него ответственность за содержание рабочих на золотых приисках его общества, хотя те давно бросили работу, и высылать им средства было невозможно. Получив из-за этого угрозы жестокого наказания, в конце 1918 года Врангель решил бежать из страны. Заплатив «антрепренёру», ему удалось сесть на поезд с немецкими ранеными и доехать до Германии, изображая умственно отсталого. Его жена смогла покинуть страну и воссоединиться с мужем лишь через 2 года. Они жили с семьёй последнего оставшегося сына, Петра, в сербском Сремски-Карловци, где летом 1923 года Николай Врангель умер. Через год вышли его мемуары «Воспоминания: от крепостного права до большевиков», где он критически отзывался о любой современной ему российской власти.